# Tour der französischen Rugby-Union-Nationalmannschaft nach Neuseeland und Australien 1968
| Tour der Franzosen nach Neuseeland und Australien 1968 | Tour der Franzosen nach Neuseeland und Australien 1968 | Tour der Franzosen nach Neuseeland und Australien 1968 | Tour der Franzosen nach Neuseeland und Australien 1968 | Tour der Franzosen nach Neuseeland und Australien 1968 |
| Übersicht                                              | S                                                      | G                                                      | U                                                      | N                                                      |
| ------------------------------------------------------ | ------------------------------------------------------ | ------------------------------------------------------ | ------------------------------------------------------ | ------------------------------------------------------ |
| Test Matches                                           | 04                                                     | 0                                                      | 0                                                      | 4                                                      |
| Sonstige Spiele                                        | 10                                                     | 9                                                      | 0                                                      | 1                                                      |
| Gesamt                                                 | 14                                                     | 9                                                      | 0                                                      | 5                                                      |
|                                                        |                                                        |                                                        |                                                        |                                                        |
| Neuseeland                                             | 03                                                     | 0                                                      | 0                                                      | 3                                                      |
| Australien                                             | 01                                                     | 0                                                      | 0                                                      | 1                                                      |

Die Tour der französischen Rugby-Union-Nationalmannschaft nach Neuseeland und Australien 1968 umfasste eine Reihe von Freundschaftsspielen der französischen Rugby-Union-Nationalmannschaft. Sie reiste von Anfang Juli bis Mitte August 1968 durch Neuseeland und Australien, wobei sie während dieser Zeit 14 Spiele bestritt. Darunter waren drei Test Matches gegen die neuseeländische und ein Test Match gegen die australische Nationalmannschaft, die alle verloren gingen. Auf dem Programm standen außerdem zehn weitere Spiele gegen regionale Auswahlmannschaften, die mit neun Siegen und einer Niederlage endeten.

## Spielplan
- Hintergrundfarbe grün = Sieg
- Hintergrundfarbe rot = Niederlage

(Test Matches sind grau unterlegt; Ergebnisse aus der Sicht Frankreichs)
| #  | Datum           | Gegner                              | Ort              | Stadion               | Ergebnis |
| -- | --------------- | ----------------------------------- | ---------------- | --------------------- | -------- |
| 01 | 03. Juli 1968   | Marlborough Rugby Union             | Blenheim         | Lansdowne Park        | 19:24    |
| 02 | 06. Juli 1968   | Otago Rugby Football Union          | Dunedin          | Carisbrook            | 12:6     |
| 03 | 09. Juli 1968   | Southland Rugby Football Union      | Invercargill     | Rugby Park Stadium    | 8:6      |
| 04 | 13. Juli 1968   | Neuseeland                          | Christchurch     | Lancaster Park        | 9:12     |
| 05 | 17. Juli 1968   | Taranaki Rugby Football Union       | New Plymouth     | Rugby Park            | 21:6     |
| 06 | 19. Juli 1968   | Hawke’s Bay Rugby Union             | Napier           | McLean Park           | 16:12    |
| 07 | 23. Juli 1968   | Manawatu Rugby Union                | Palmerston North | Palmerston Oval       | 8:3      |
| 08 | 27. Juli 1968   | Neuseeland                          | Wellington       | Athletic Park         | 3:9      |
| 09 | 31. Juli 1968   | King Country Rugby Football Union   | Taumarunui       | Taumarunui Domain     | 23:9     |
| 10 | 03. August 1968 | North Auckland Rugby Football Union | Whangārei        | Okara Park            | 10:6     |
| 11 | 06. August 1968 | Waikato Rugby Union                 | Hamilton         | Rugby Park            | 13:8     |
| 12 | 10. August 1968 | Neuseeland                          | Auckland         | Eden Park             | 12:19    |
| 13 | 13. August 1968 | Queensland Reds                     | Brisbane         | Ballymore Stadium     | 31:11    |
| 14 | 17. August 1968 | Australien                          | Sydney           | Sydney Cricket Ground | 10:11    |

## Test Matches
| 13. Juli 1968 | Neuseeland                                  | 12 : 9        | Frankreich                                    | Lancaster Park, Christchurch Zuschauer: 55.749 Schiedsrichter: Dave Millar (Neuseeland) |
| 13. Juli 1968 | Versuche: Kirton Straftritte: McCormick (3) | (3:3) Bericht | Straftritte: Villepreux (2) Dropgoals: Lacaze | Lancaster Park, Christchurch Zuschauer: 55.749 Schiedsrichter: Dave Millar (Neuseeland) |

Aufstellungen:
- Neuseeland: Bill Davis, Alister Hopkinson, Ian Kirkpatrick, Earle Kirton, Chris Laidlaw, Tom Lister, Ian MacRae, Fergie McCormick, Bruce McLeod, Colin Meads, Brian Muller, Michael O’Callaghan, Sam Strahan, Grahame Thorne, Kel Tremain
- Frankreich: Jean-Paul Baux, André Campaes, Élie Cester, Benoît Dauga, Jean-Michel Esponda, Michel Greffe, Jean Iraçabal, Claude Lacaze , Jo Maso, André Piazza, Marcel Puget, Jean Salut, Walter Spanghero, Jean Trillo, Pierre Villepreux

| 27. Juli 1968 | Neuseeland                 | 9 : 3         | Frankreich              | Athletic Park, Wellington Zuschauer: 49.978 Schiedsrichter: John Pring (Neuseeland) |
| 27. Juli 1968 | Straftritte: McCormick (3) | (0:3) Bericht | Straftritte: Villepreux | Athletic Park, Wellington Zuschauer: 49.978 Schiedsrichter: John Pring (Neuseeland) |

Aufstellungen:
- Neuseeland: Baker Cottrell, Ken Gray, Alister Hopkinson, Ian Kirkpatrick, Earle Kirton, Chris Laidlaw, Brian Lochore , Ian MacRae, Fergie McCormick, Bruce McLeod, Colin Meads, Michael O’Callaghan, Sam Strahan, Grahame Thorne, Kel Tremain
- Frankreich: Jean-Paul Baux, Jean-Marie Bonal, Christian Boujet, André Campaes, Benoît Dauga, Bernard Dutin, Jean-Michel Esponda, Michel Greffe, Jean Iraçabal, Jo Maso, Alain Plantefol, Marcel Puget , Walter Spanghero, Jean Trillo, Pierre Villepreux

| 10. August 1968 | Neuseeland                                                                                   | 19 : 12        | Frankreich                                      | Eden Park, Auckland Zuschauer: 55.000 Schiedsrichter: Patrick Murphy (Neuseeland) |
| 10. August 1968 | Versuche: Going (2) Erhöhungen: McCormick (2) Straftritte: McCormick (2) Dropgoals: Cottrell | (16:0) Bericht | Versuche: Carrère Lux Trillo Dropgoals: Dourthe | Eden Park, Auckland Zuschauer: 55.000 Schiedsrichter: Patrick Murphy (Neuseeland) |

Aufstellungen:
- Neuseeland: Alister Hopkinson, Baker Cottrell, Sid Going, Ken Gray, Ian Kirkpatrick, Earle Kirton, Brian Lochore , Fergie McCormick, Bruce McLeod, Colin Meads, Michael O’Callaghan, Owen Stephens, Sam Strahan, Grahame Thorne, Kel Tremain
- Frankreich: Jean-Louis Bérot, Michel Billière, Jean-Marie Bonal, Christian Carrère , Élie Cester, Benoît Dauga, Claude Dourthe, Michel Lasserre, Jean-Pierre Lux, Jo Maso, Jean-Claude Noble, Walter Spanghero, Jean Trillo, Pierre Villepreux, Michel Yachvili

| 17. August 1968 | Australien                                                                 | 11 : 10       | Frankreich                                               | Sydney Cricket Ground, Sydney Zuschauer: 19.493 Schiedsrichter: Craig Ferguson (Australien) |
| 17. August 1968 | Versuche: Smith Erhöhungen: McGill Straftritte: McGill Dropgoals: Ballesty | (0:5) Bericht | Versuche: Boujet Spanghero Erhöhungen: Boujet Villepreux | Sydney Cricket Ground, Sydney Zuschauer: 19.493 Schiedsrichter: Craig Ferguson (Australien) |

Aufstellungen:
- Australien: John Ballesty, John Brass, John Cole, Greg Davis, Stuart Gregory, John Hipwell, Barry Honan, Peter Johnson , Arthur McGill, Roy Prosser, Peter Reilly, Hugh Rose, Jim Roxburgh, Phil Smith, David Taylor
- Frankreich: Jean-Louis Bérot, André Campaes, Christian Carrère , Élie Cester, Benoît Dauga, Bernard Dutin, Michel Lasserre, Jean-Pierre Lux, Jo Maso, Jean-Claude Noble, André Piazza, Walter Spanghero, Jean Trillo, Pierre Villepreux, Michel Yachvili 
 Auswechselspieler: Christian Boujet

## Kader

### Management
- Tourmanager: Jean-Claude Bourrier
- Trainer: Henri Fourès
- Kapitän: Christian Carrère

### Spieler
| Spieler           | Position         | Mannschaft       |
| ----------------- | ---------------- | ---------------- |
| Jean-Louis Bérot  | Gedrängehalb     | Stade Toulousain |
| Marcel Puget      | Gedrängehalb     | CA Brive         |
| Jean Andrieu      | Verbinder        | SC Graulhet      |
| Christian Boujet  | Verbinder        | FC Grenoble      |
| André Campaes     | Innendreiviertel | FC Lourdes       |
| Claude Dourthe    | Innendreiviertel | US Dax           |
| Jo Maso           | Innendreiviertel | USA Perpignan    |
| Jean Trillo       | Innendreiviertel | CA Bègles        |
| Pierre Besson     | Außendreiviertel | CA Brive         |
| Jean-Marie Bonal  | Außendreiviertel | Stade Toulousain |
| Jean-Pierre Lux   | Außendreiviertel | US Tyrosse       |
| André Piazza      | Außendreiviertel | US Montauban     |
| Claude Lacaze     | Schlussmann      | SC Angoulême     |
| Pierre Villepreux | Schlussmann      | Stade Toulousain |

| Spieler              | Position             | Mannschaft        |
| -------------------- | -------------------- | ----------------- |
| Jean-Paul Baux       | Hakler               | CA Lannemezan     |
| Michel Yachvili      | Hakler               | SC Tulle          |
| Jean-Claude Berejnoï | Pfeiler              | SC Tulle          |
| Jean-Michel Esponda  | Pfeiler              | USA Perpignan     |
| Jean Iraçabal        | Pfeiler              | Aviron Bayonnais  |
| Jean-Claude Noble    | Pfeiler              | La Voulte Sportif |
| Élie Cester          | Zweite-Reihe-Stürmer | TOEC              |
| Jean-Claude Olivier  | Zweite-Reihe-Stürmer | US Cognac         |
| Alain Plantefol      | Zweite-Reihe-Stürmer | SU Agen           |
| Walter Spanghero     | Zweite-Reihe-Stürmer | RC Narbonne       |
| Michel Billière      | Flügelstürmer        | Stade Toulousain  |
| Christian Carrère    | Flügelstürmer        | RC Toulon         |
| Michel Lasserre      | Flügelstürmer        | SU Agen           |
| Jean-Jacques Salut   | Flügelstürmer        | TOEC              |
| Benoît Dauga         | Nummer Acht          | Stade Montois     |
| Michel Greffe        | Nummer Acht          | FC Grenoble       |